# Valentín Lorén
Valentín Lorén Bustos (Zaragoza, España; 23 de agosto de 1946) es un exboxeador olímpico español.

## Trayectoria
Con 18 años y siendo todavía amateur fue incluido en la selección española de boxeo para los Juegos Olímpicos de Tokio 1964, junto con Miguel Velázquez, Domingo Barrera Corpas y Agustín Senín. Participó en la categoría de los pesos pluma y fue descalificado en su segundo combate, contra Hung Chang, por tener la cabeza agachada. Considerando injusta la decisión, Lorén agredió al árbitro, lo que motivó su expulsión de los Juegos y la suspensión a perpetuidad como amateur. Esta sanción truncó su participación en los siguientes Juegos Mediterráneos.
Tras los Juegos Olímpicos se trasladó de su Zaragoza natal a Barcelona, para dar el salto al profesionalismo. Disputó 42 combates como profesional, entre 1966 y 1973. En 1970 fue aspirante al título de España del peso pluma, siendo superado por el campeón, Luis Aísa. El 17 de abril de 1971 se proclamó campeón de España del peso ligero júnior, derrotando por puntos al madrileño Andrés Martín. Se retiró a los 27 años para trabajar en la empresa papelera Saica.